# Жития королей и архиепископов сербских
Жития королей и архиепископов сербских (сербохорв. Životi kraljeva i arhiepiskopa srpskih) — памятник древнесербской литературы.
Самый значительный памятник сербской средневековой историографии. Представляет собой родослов, сборник (свод) житий королей из рода Неманичей и владык Сербской церкви. Составлены сербским архиепископом Данилой II (ум. 1337) и его последователями в XIV веке.

## Описание

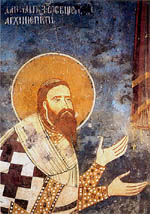
Данила II

Другие названия сочинения: «Данилов сборник», «Родослов», «Цароставник». Введение той части, которая посвящена королям, начинается заголовком: «Житие и жизнь и повести богоугодных деяний святых и благоверных и христолюбивых королей сербской и поморской земли».
Данила написал «Житие архиепископа Арсения I», «Житие Иоанникия I», «Житие Евстафия I»; «Житие короля Уроша», «Житие короля Драгутина», «Житие королевы Елены» (1317), «Житие короля Милутина» (1324).
«Жития» рисуют величественную историю Сербии, в течение свыше ста лет управляемой святыми королями и владыками Сербской церкви: Все сербские короли в этом сочинении «святы» и «благочестивы». Ученик Данилы II в 1337—1340 годах дополнил сочинение житиями своего учителя, короля Стефана Дечанского и царя Стефана Душана. На незавершённом житии Душана закончилось написание «Житий» в части правителей. Последующие авторы сочинения продолжали создавать жития только церковных деятелей. На основе «Житий» был написан «Русский хронограф» 1512 года. Сочинение Данилы II вероятно послужило образцом для создания «Степенной книги царского родослова» в середине XVI века. «Жития» были закончены не позднее конца XIV века.
Светские правители совершают аскетическо-молитвенный подвиг в борьбе с греховными помыслами и страстями. Так, в «Житии Драгутина» написано: «О, душа унылая, о душа убогая, все дни свои в юности беззаботно жила ты; о душа, уже солнце зашло, и век твои кончается, грехолюбивая, нет для тебя спасения, но лишь верная мука».